# Joe Barton

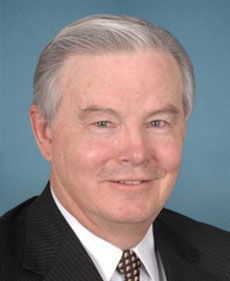
Joe Barton (2006)

Joe Linus Barton (* 15. September 1949 in Waco, Texas) ist ein US-amerikanischer Politiker der Republikanischen Partei. Von 1985 bis 2019 war er Mitglied des US-Repräsentantenhauses für Texas.

## Familie, Ausbildung und Beruf
Nach dem Besuch der Waco High School studierte er von 1968 bis 1972 Maschinenbau an der Texas Agricultural & Mechanical University (TAMU) und erwarb dort einen Bachelor of Arts (B.A. Industrie Engineering). Ein anschließendes Postgraduiertenstudium im Fach Industriebetriebslehre an der Purdue University in West Lafayette (Indiana) beendete er 1973 mit einem Master of Science (M.Sc. Industrial Administration). Danach war er als Manager unter anderem in der Erdölindustrie tätig. Als White House Fellow war er 1981 bis 1982 Mitarbeiter von US-Energieminister James B. Edwards.
Bartons erste Ehe wurde 1992 geschieden. Seine zweite, 2004 geschlossene Ehe endete mit der Scheidung 2015. Er hat vier Kinder.

## Politische Laufbahn
Im Jahr 1984 wurde Barton erstmals zum Mitglied im US-Repräsentantenhaus gewählt und vertrat dort nach 16 Wiederwahlen, bis einschließlich der des Jahres 2016, seit dem 3. Januar 1985 den 6. Kongresswahlbezirk von Texas. Seine letzte Legislaturperiode lief bis zum 3. Januar 2019. Von 2003 bis 2007 war er Vorsitzender des Ausschusses für Energie und Handel (Committee on Energy and Commerce), dem er auch danach noch angehörte. Außerdem saß er in sechs Unterausschüssen und in sechs Congressional Caucuses. Unter anderem gehörte er dem der Tea-Party-Bewegung nahestehenden Tea Party Caucus an. Darüber hinaus war er Mitglied im Republican Study Committee.
Nachdem ein Nacktfoto Bartons in sozialen Netzwerken verbreitet worden war, das er im Rahmen einer Affäre privat verschickt hatte, kündigte er Ende November 2017 an, sich bei der kommenden Wahl 2018 nicht wieder zur Wahl zu stellen, da ein Vertrauensverlust eingesetzt habe. Sein Mandat endete am 3. Januar 2019.

## Positionen und Kontroversen
Barton hat enge Verbindungen zur fossilen Brennstoffindustrie. Er war vor der Politik unter anderem als Ingenieur auf einem Ölfeld beschäftigt und erhielt zwischen 1989 und 2010 mehr als 290.000 US-Dollar Wahlkampfspenden vom Erdölunternehmen Anadarko Petroleum. Für Kontroversen sorgte Barton im Juni 2010, als er sich während einer Anhörung von BP-Chef Tony Hayward vor dem Ausschuss bei Hayward dafür entschuldigte, dass die US-Bundesregierung den Konzern aufgrund der Ölkatastrophe im Golf von Mexiko zu hohen Entschädigungszahlungen verpflichtet hatte. Das Weiße Haus reagierte mit scharfer Kritik. Pressesprecher Robert Gibbs bezeichnete Bartons Aktion als „beschämend“: Er sorge sich offensichtlich mehr um Großunternehmen als um die Situation der kleinen Leute. Der Abgeordnete Jeff Miller legte seinem Parteifreund Barton den Rücktritt von dessen Führungsposition im Ausschuss nahe.
Barton bestreitet die menschengemachte globale Erwärmung. Als Ursache für den Klimawandel bezeichnete er 2013 den Zorn Gottes. 2005 ließ Barton eine Anhörung im Repräsentantenhaus abhalten, die das Ziel hatte, das Hockeyschläger-Diagramm zu widerlegen und damit den IPCC zu diskreditieren. An die Autoren der dahinterliegenden Studie verschickte Barton Drohbriefe. Bekannt wurde ein vermeintliches Zitat Bartons als Internetmeme, wonach Barton die Nutzung von Windenergie ablehne, weil das seiner Auffassung nach die globale Erwärmung beschleunige. Tatsächlich handelte es sich um eine Vorhaltung Bartons während einer Kongressanhörung aus dem Jahr 2009, in der er Forscher zitierte, die bei Windfarmen Temperaturerhöhungen festgestellt hatten – ein Effekt, der als vernachlässigbar auf globaler Ebene gilt.
2010 setzte sich Barton für ein Verbot von Sodomie ein.